# Lugnian

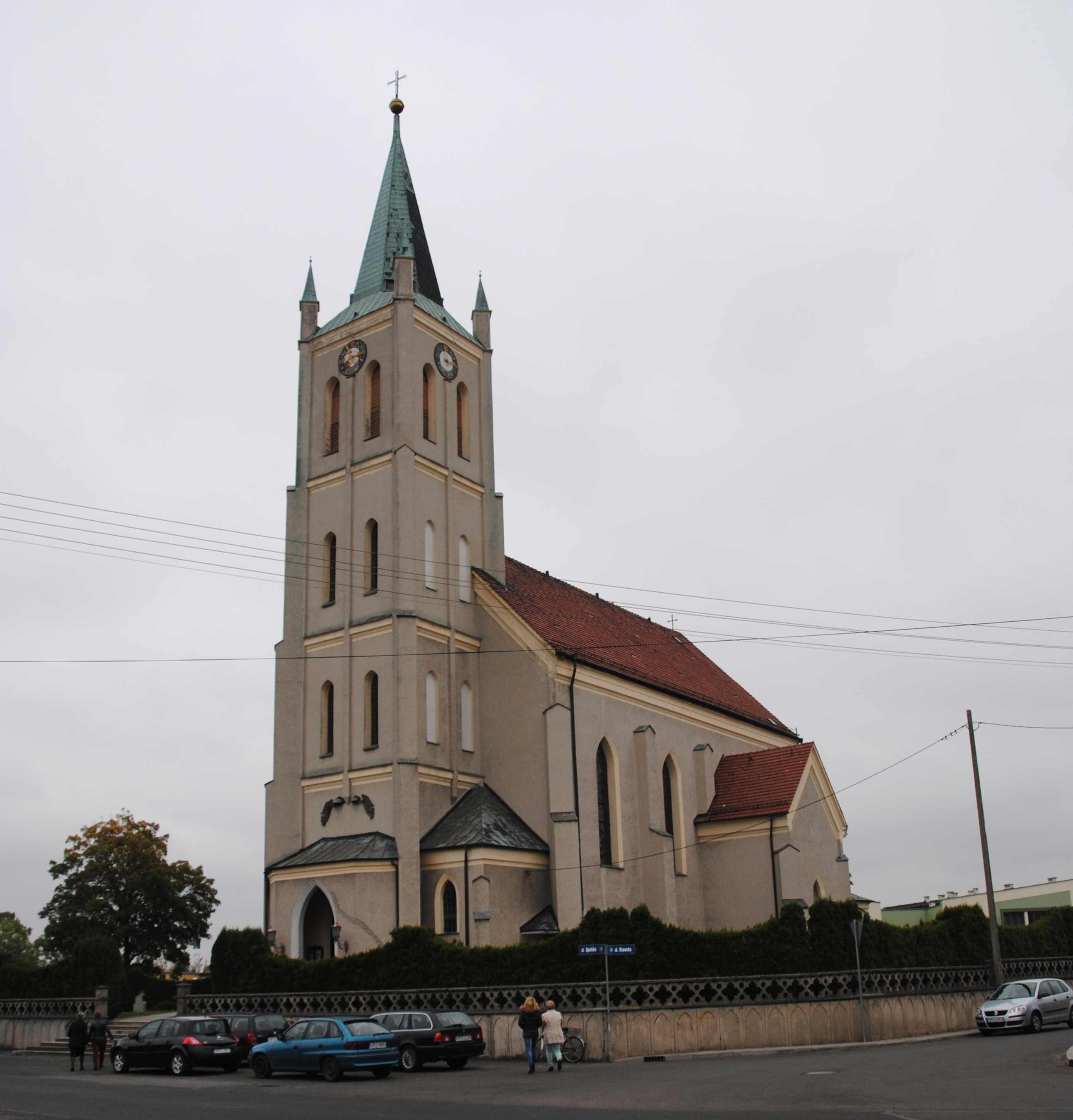
Die neugotische St.-Peter-und-Paul-Kirche

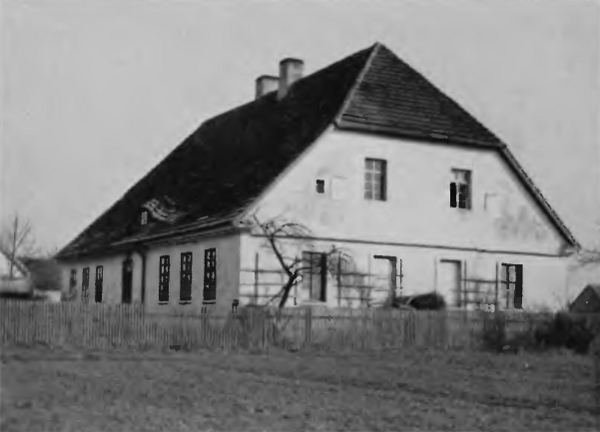
Fotografie der alten Dorfschule von 1930

Lugnian, polnisch Łubniany (1936–1945: Lugendorf) ist ein Dorf im Powiat Opolski der polnischen Woiwodschaft Opole. Sie ist Sitz der gleichnamigen Landgemeinde mit etwa 9700 Einwohnern.

## Geographie

### Geographische Lage
Lugnian liegt in der historischen Region Oberschlesien im Oppelner Land. Das Dorf liegt ca. 15 Kilometer nordöstlich der der Kreisstadt und Woiwodschaftshauptstadt Opole (Oppeln).
Der Ort liegt in der Nizina Śląska (Schlesischen Tiefebene) innerhalb der Równina Opolska (Oppelner Ebene). Naturräumlich ist Lugnian umgeben von größeren Waldgebieten. Im Dorf selbst existiert gegenüber dem Friedhof ein kleines Waldgebiet, dass von der örtlichen Bevölkerung Halinki bzw. Hylinki, nach den ehemaligen Besitzerin A. Hyla und E. Hyla, genannt wird. Nördlich des Dorfes verläuft die Brynica, ein rechter Zufluss der Mała Panew (dt. Malapane).

### Dorfgliederung
Das Dorf Lugnian besteht aus zwei Dorfteilen, die in unterschiedlicher Zeit entstanden. Der alte Ortskern, im polnischen Kąt (dt. Winkel) genannt, befindet sich im Süden an der Kreuzung zwischen der ul. Opolska und ul. Koscielna an der St.-Peter-Paul-Kirche. Der zweite Ortsteil umfasst das Gebiet nördlich des alten Ortskern und reicht bis an die Grenze von Lugnian Dombrowka. Hierbei handelt es sich um eine Bebauung aus der friderizianischen Zeit mit den typischen „schlesischen Langhäusern“. Im Osten befindet sich außerdem der Ortsteil Krzyzula.

### Nachbarorte
Die Ortschaft ist von den Dörfern Lugnian Dombrowka (poln. Dąbrówka Łubniańska) im Norden, Jellowa (poln. Jełowa) im Osten, Massow (poln. Masów) im Süden und im Nordwesten durch Brinnitz (poln. Brynica) umgeben.

## Geschichte
Durch Ausgrabungen konnten in der Mitte des 20. Jahrhunderts Beweise über eine frühe Besiedlung der Gegend festgestellt werden. Dabei wurden an der heutigen ul. Dworcowa alte keltische Gräber und Urnen gefunden, die aus dem Jahr 200 vor Christus stammen sollen. Schlesien war zur damaligen Zeit von keltischen Stämmen besiedelt.
Die Ortschaft Lugnian wird 1260 erstmals in einer Schenkungsurkunde als Lubnane erwähnt. Dabei überließ der Herzog Wladislau I. das Dorf dem Kloster in Czarnowanz. 1297 wird das Dorf in einer Urkunde des Breslauer Bischofs Johann III. ein zweites Mal erwähnt. Erneut wird Lubnane 1309 in einer Aufzählung der Güter des Klosters Czarnowanz durch den Oppelner Herzog Bolko I., wodurch die Zugehörigkeit des Dorfes zum Kloster bestätigt wurde. 1371 wird in Lugnian eine Mühle erwähnt, wobei es sich vermutlich um eine Windmühle handelte.
1534 zählte man im Dorf 14 Einwohner, 1588 wiederum 27 „Ganzbauern“ und fünf Gärtner. Dreißig Jahre später waren im Dorf 30 Ganzbauern und drei Gärtner ansässig. In den Jahren des Dreißigjährigen Krieges suchten mehrere Seuchen und Epidemien das Dorf und die Umgebung heim. Durch die hohe Anzahl an Toten musste man einen Ort außerhalb der Dorfgrenzen finden. Begraben wurden die Toten auf dem Land, wo sich heute der Ortsteil Krzyzula befindet, dessen Name sich eben von den vielen angebrachten Holzkreuzen der Toten ableitet. 1679 wird das Dorf als Ługniany erwähnt. 1682 wurde eine neue Kirche errichtet, wo zuvor eine Holzkapelle stand. Die Kirche wurde den Apostel Peter und Paul gewidmet.
Nach dem Ersten Schlesischen Krieg 1742 fiel Lugnian mit dem größten Teil Schlesiens an Preußen. Es kam zu einer Kolonisationswelle, der sogenannten friderizianischen Kolonisation. Neue Bewohner erhielt auch Lugnian. Die neuen Kolonisten erhielten 8 bis 20 Morgen Land, finanzielle Unterstützung und eine zeitlich begrenzte Steuerfreiheit.
Nach der Neuorganisation der Provinz Schlesien gehörte die Landgemeinde Luboschütz ab 1816 zum Landkreis Oppeln im Regierungsbezirk Oppeln. 1845 bestanden eine katholische Kirche, eine katholische Schule, eine Försterei und 245 Häuser. Im gleichen Jahr lebten in Lugnian 1269 Menschen, davon drei evangelisch und elf jüdisch. Mitte des 19. Jahrhunderts wurde das nördlich gelegene Dorf Dombrowka eingemeindet. 1872 wurde die steinerne neugotische St.-Peter-und-Paul-Kirche erbaut und ersetzte den vorigen hölzernen Bau. 1874 wurde der Amtsbezirk Lugnian gegründet, welcher aus den Landgemeinden Mainczok, Massow und Lugnian bestand. Bereits kurze Zeit später wurde der Amtsbezirk Lugnian aufgelöst. Die Gemeinden wurden dem Amtsbezirk Jellowa zugeordnet.  1889 wurde die Pfarrei Lugnian gebildet. Ab diesem Zeitpunkt bist heute umfasst das Gemeindegebiet die Dörfer Lugnian, Lugnian Dombrowka und Massow. 1881 wurde das gegenüberliegende Pfarrhaus fertiggestellt.
1909 wurde südlich der Kirche ein neuer Friedhof angelegt. Bei der Volksabstimmung in Oberschlesien am 20. März 1921 stimmten 705 Wahlberechtigte für einen Verbleib bei Deutschland und 883 für Polen. Lugnian verblieb beim Deutschen Reich. 1933 lebten im Ort 2676 Einwohner. Am 10. August 1936 wurde der Ort in Lugendorf umbenannt. 1939 hatte der Ort 3006 Einwohner. Am 1. April 1939 wurde Massow nach Lugnian eingemeindet. Bis 1945 befand sich der Ort im Landkreis Oppeln.
1945 kam der bisher deutsche Ort unter polnische Verwaltung und wurde in Łubniany umbenannt und der Woiwodschaft Schlesien angeschlossen. 1950 kam der Ort zur Woiwodschaft Opole. 1954 wurde die noch heute existierende Bücherei gegründet. Zu Beginn der 1990er Jahre entstand das Kulturzentrum im Dorf. 1999 kam der Ort zum Powiat Opolski. Am 30. April 2010 erhielt der Ort zusätzlich den amtlichen deutschen Ortsnamen Lugnian. In Lugnian befinden sich heute ein Gesundheitszentrum sowie eine Station der Caritas.

### Etymologie des Dorfnamens
Der Name des Dorfes Lugnian leitet sich vom alten slawischen Namen Lugniany ab. Dies bedeutet so viel wie Sumpfplatz.

## Sehenswürdigkeiten
- Die römisch-katholische St.-Peter-und-Paul-Kirche wurde 1872 im neogotischen Stil erbaut. Zuvor bestand bereits an gleicher Stelle ein hölzerner Kirchbau, welcher 1682 erbaut wurde. Bis zur Gründung einer eigenen Pfarrei im Jahr 1889, war die Kirche eine Filiale der Pfarrei in Jellowa. Der Hauptaltar besitzt eine Kopie des Bildes der Madonna von Częstochowa aus dem 18. Jahrhundert.[9]
- Kapelle an der Kreuzung Ul. Opolska und Brynicka
- Kriegerdenkmal für die Gefallenen der beiden Weltkriege von 1996
- Zwei gemauerte Speicher an der ul. Opolska
- Verzierte Dächer von Bauernhöfen an der ul. Opolska im nördlichen Teil des Dorfes

## Vereine
- Deutscher Freundschaftskreis
- Fußballverein LZS Śląsk Łubniany
- Freiwillige Feuerwehr OSP Łubniany

## Gemeinde
Zur Landgemeinde (gmina wiejska) Lugnian gehören elf Dörfer mit Schulzenämtern. Nachbargemeinden der Gemeinde Lugnian sind im Westen Groß Döbern, im Norden Murow, im Nordosten Gross Lassowitz, im Westen Turawa und im Süden die Stadt Oppeln.

### Partnergemeinde
- Arnstein (Unterfranken)

## Persönlichkeiten
- Helmut Thoma (1909–1993), deutscher Maler und Kunsterzieher.